# Anthem. The dove descending breaks the air

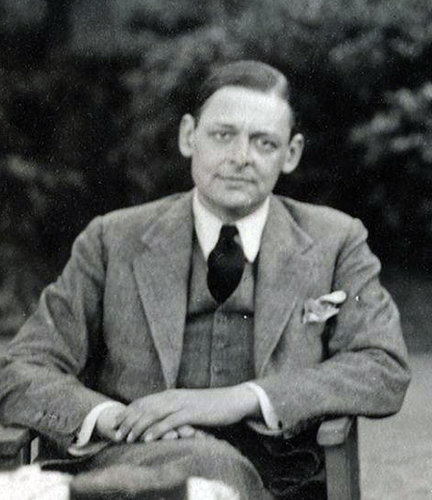
T.S. Eliot

Anthem 'The Dove descending breaks the air'  (W101) is een seriële compositie voor koor a capella van Igor Stravinsky op een tekst van T.S. Eliot, gecomponeerd in 1962, en voor het eerst uitgevoerd tijdens de Monday Evening Concerts te Los Angeles op 19 februari 1962.
Het werk is gemaakt op uitnodiging van de Cambridge University Press, die een compositie van Stravinsky wilde opnemen in een liedboek. Op voorstel van T.S. Eliot gebruikte Stravinsky het vierde deel van 'Little Gidding', het laatste deel van de Four Quartets.

## Oeuvre
Zie het Oeuvre van Igor Stravinsky voor een volledig overzicht van het werk van Stravinsky.

## Geselecteerde discografie
- Anthem, Festival Singers of Toronto o.l.v. Igor Stravinsky (in 1991 verschenen op cd in de 'Igor Stravinsky Edition' in het deel 'Sacred Works', 2 cd's SM2K 46 301)
- Anthem, Nederlands Kamerkoor o.l.v. Reinbert de Leeuw (op 'Sacred Choral Works', Philips 454 477-2)